# クラスノヤルスク演説
クラスノヤルスク演説（クラスノヤルスクえんぜつ）とは、1988年9月、当時のミハイル・ゴルバチョフ・ソ連共産党書記長がシベリア中部の都市クラスノヤルスクで行った演説を指す。
ゴルバチョフは、クラスノヤルスク演説の2年前にウラジオストック演説を行って、アジア太平洋地域における安全保障体制の確立と、ソ連とアジア諸国との関係強化を呼びかけていたが、クラスノヤルスク演説ではその内容をさらに発展・強化させた。特に同年のソウルオリンピックを機会に、韓国側に韓ソ間の経済交流の促進と関係正常化を提案し、2年後の韓ソ国交樹立への第一歩となった。